# Венера й Амур (барельєф)

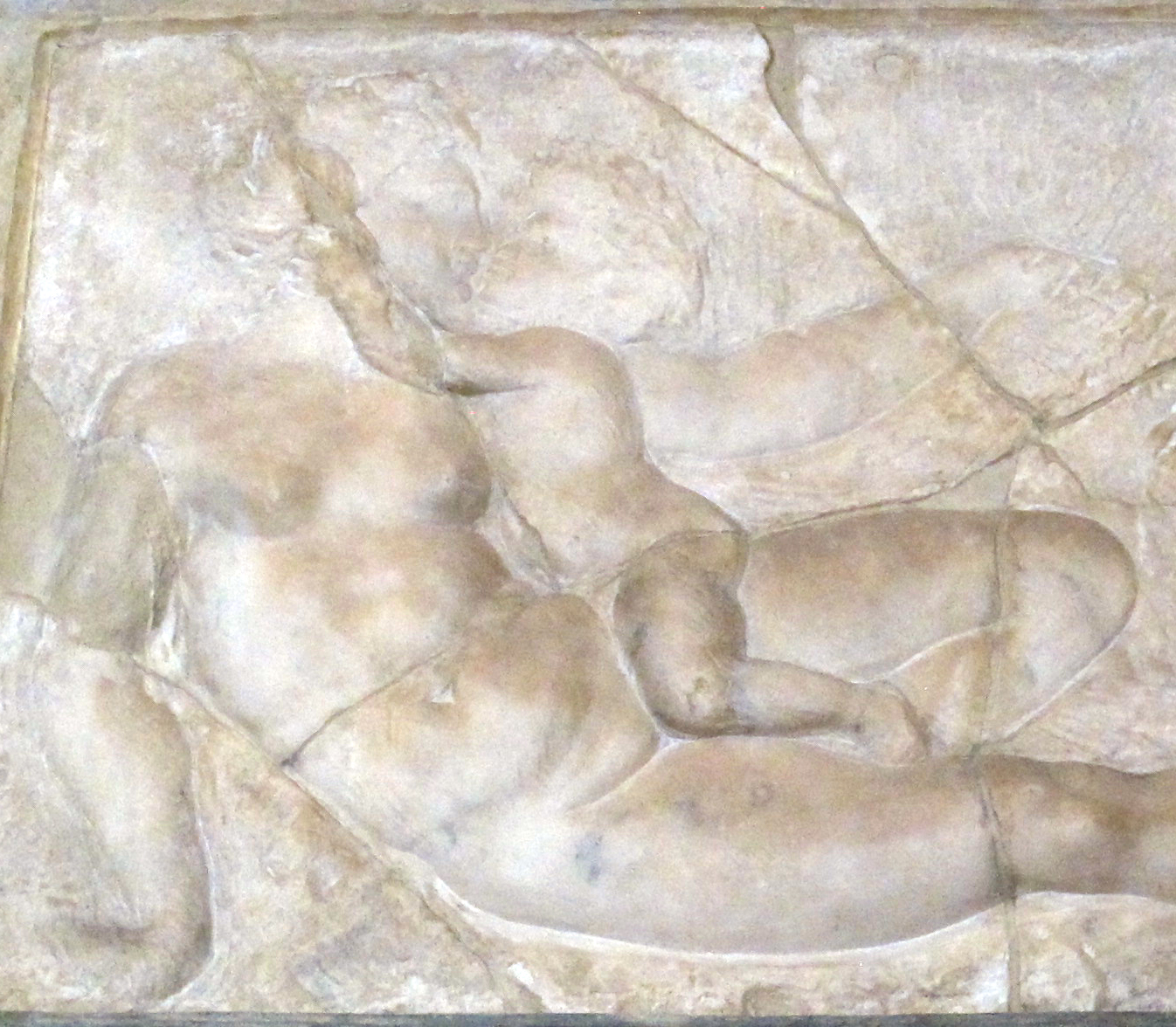
Деталь

«Венера й Амур» (італ. Venere e amorino) — це мармуровий барельєф, який приписують Мікеланджело Буонарроті. Його датують приблизно 1491—1492 роками, він зберігається у палаццо Медічі-Ріккарді у Флоренції. На можливе авторство Мікеланджело вказали італійські дослідники Ґабріеле Мороллі (італ. Gabriele Morolli) та Алессандро Веццозі, про це згадано у книзі «Мікеланджело Абсолютний» (італ. Michelangelo Assoluto, 2012).

## Історія

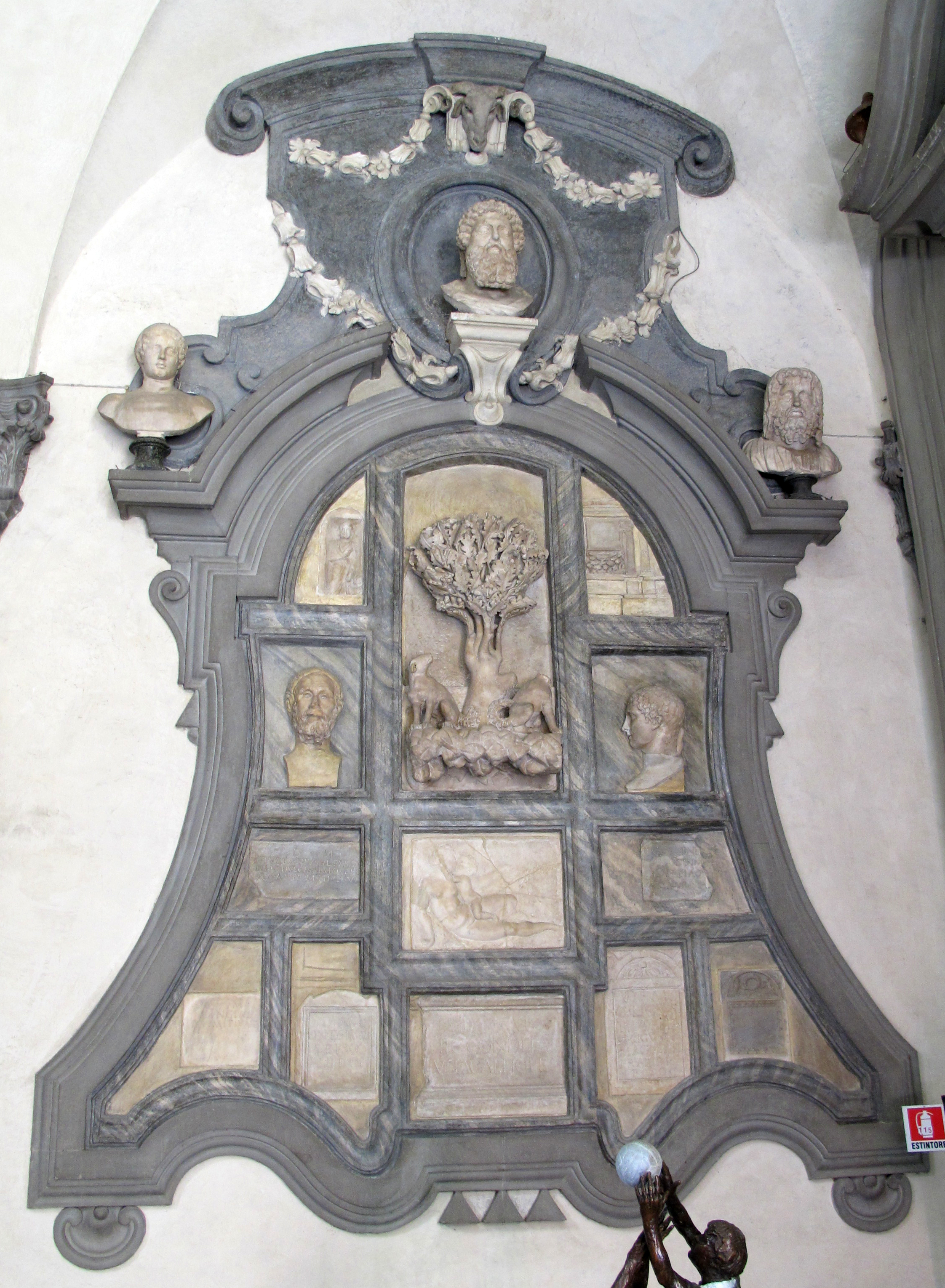
Панно з рельєфом

Ця робота розташована в одному з панно у дворі Мікелоццо (італ. Michelozzo), серед стародавніх рельєфів, поміщених там за часів Ріккарді, між 1715 і 1719 роками.
Нерідко між бюстами та рельєфами інкрустацій також вставляли сучасні роботи, або тому, що вони були замінені на стародавні, або тому, що вони були спеціально виліплені, щоб заповнити прогалини відповідно до тематичних та симетричних схем, формуючи справжню історичну неправду.
Мало що відомо про діяльність юного Мікеланджело в роки, коли він був учнем у саду Сан-Марко, що містився в палаццо Медічі під захистом Лоренцо Чудового. Кілька творів, цитованих джерелами, що стосуються цього періоду, втрачені, і єдиними майже певними творами для порівняння є барельєфи «Битва кентаврів» і «Мадонна біля сходів». Порівняння з цією останньою роботою особливо підходить.
Цілком імовірно, що робота залишилася в палаццо Медічі, а після переходу до Ріккарді її можна було прийняти за стародавню і вставити в декоративний комплекс. Припускають, що спочатку твір мав більші розміри, аж до довжини 67—68 см приблизно в співвідношенні 2:3 з висотою.

## Опис і стиль

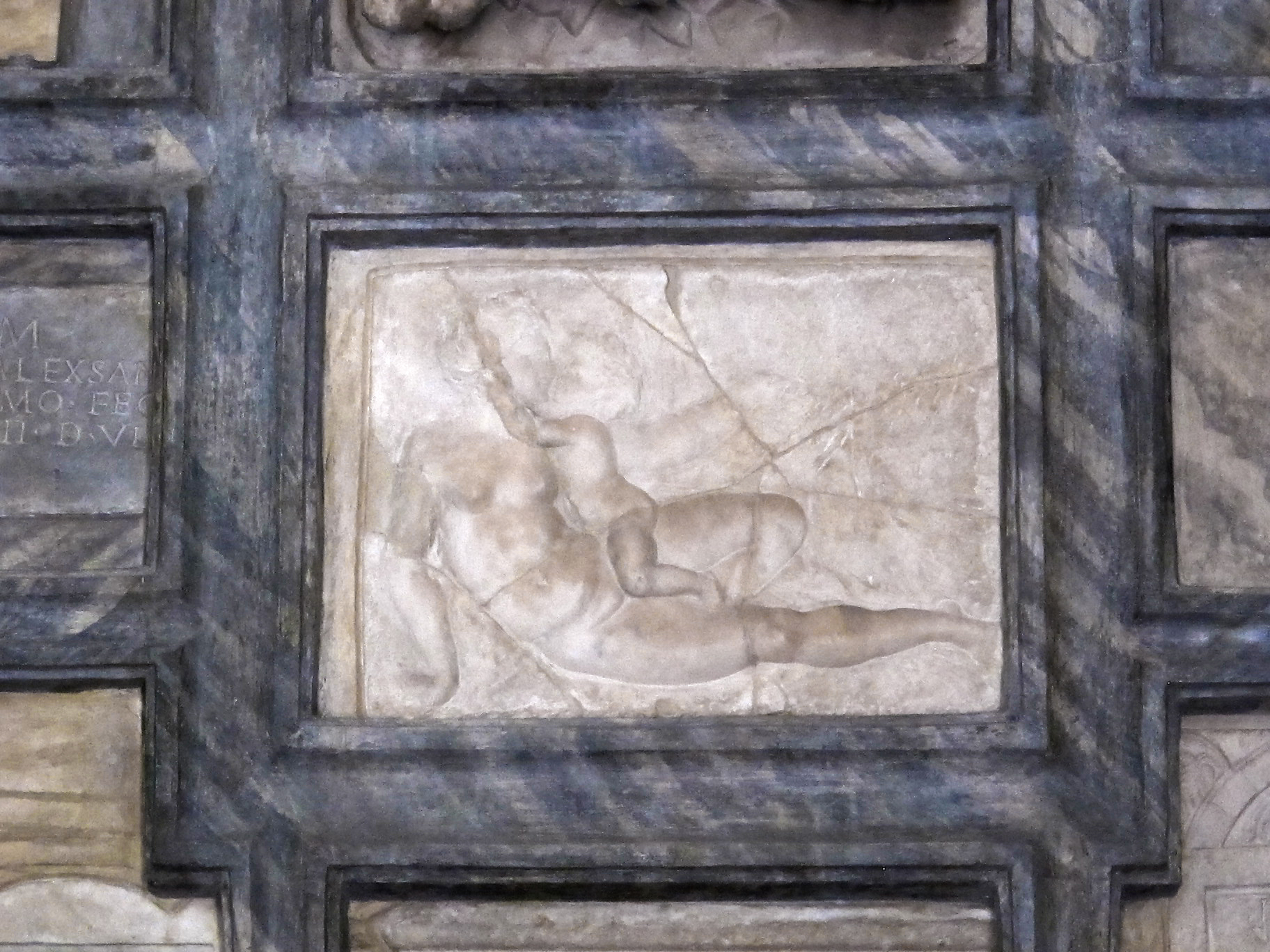
Деталь панно

Це очевидна данина Донателло, як у техніці, що градує площини варіаціями міліметрової товщини, так і в іконографії, де згадується знаменита «Мадонна Пацці».
Тема, однак, міфологічно-літературна, цілком узгоджується з неоплатонічними ідеалами лаврентівського кола. Лежить оголена жінка, ймовірно Венера, піднімає свій торс, підтримуючи себе правою рукою, а безкрилий купідон підходить до неї, обіймає її за шию і наближає її обличчя для ніжного поцілунку. Жінка зігнула одне коліно, а руку над ним підняла, можливо, торкаючись невизначеного предмета.
Анатомічна точність рельєфу, використання техніки «стьяччато», а також наявність незакінчених деталей (таких як руки та ноги, хоч і не настільки чіткі, як у путті «Мадонна біля сходів»), роблять пропоноване авторство достовірним «набагато більше, ніж гіпотеза».
У позі фігур можна провести численні порівняння з іншими наступними роботами Мікеланджело, від малюнка «Леда і лебідь» та фрески «Створення Адама», до статуй «Ранок» та «Ніч».

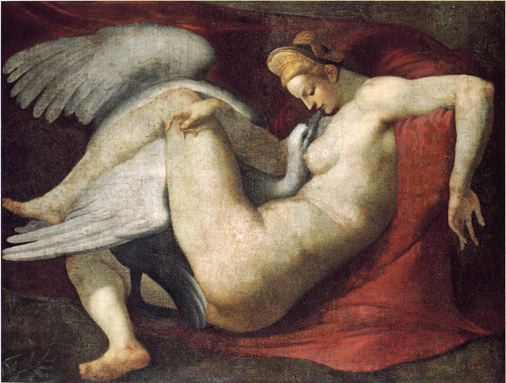
«Леда і лебідь» (копія за Мікеланджело, XVI ст.)
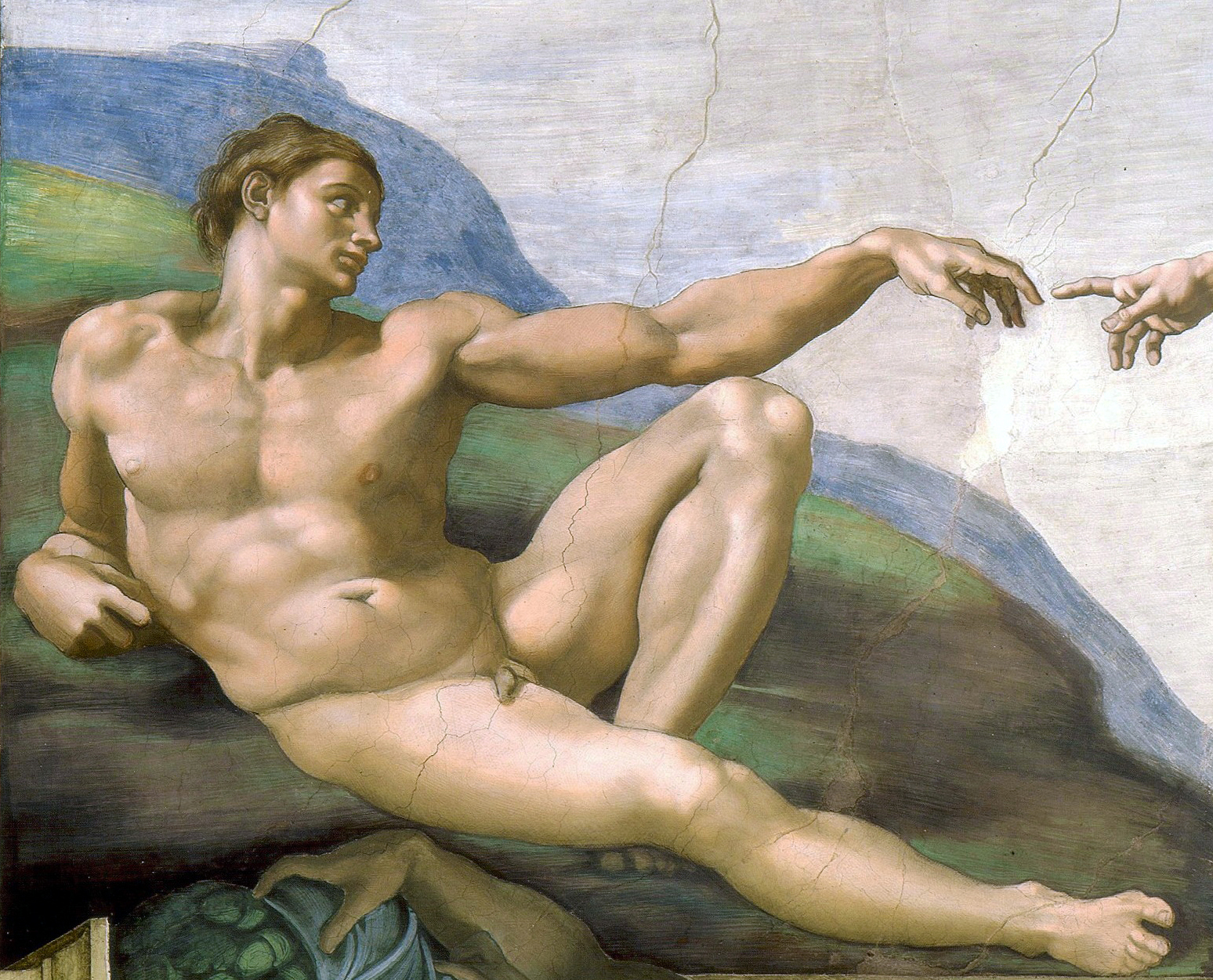
Деталь. «Створення Адама»
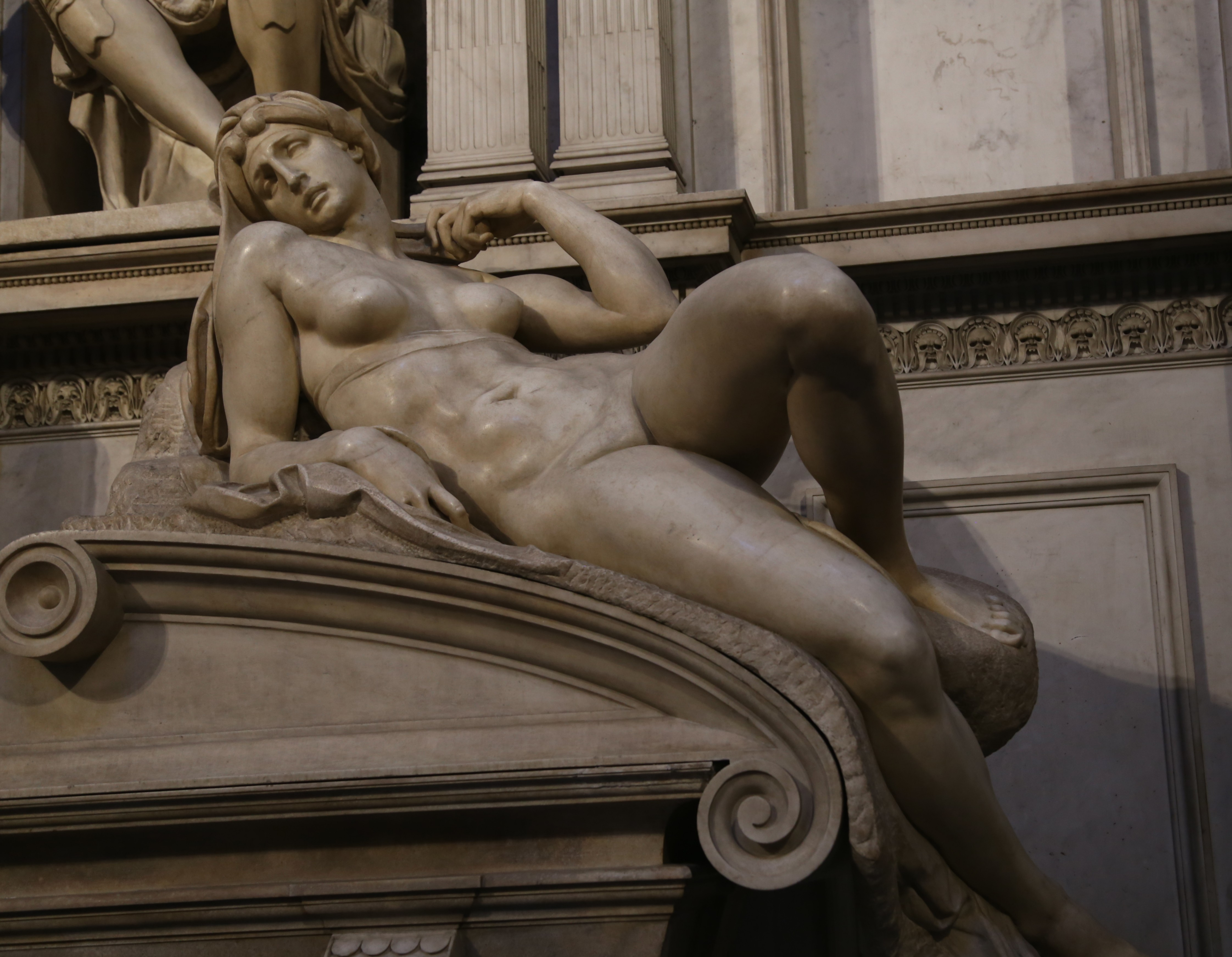
«Ранок»
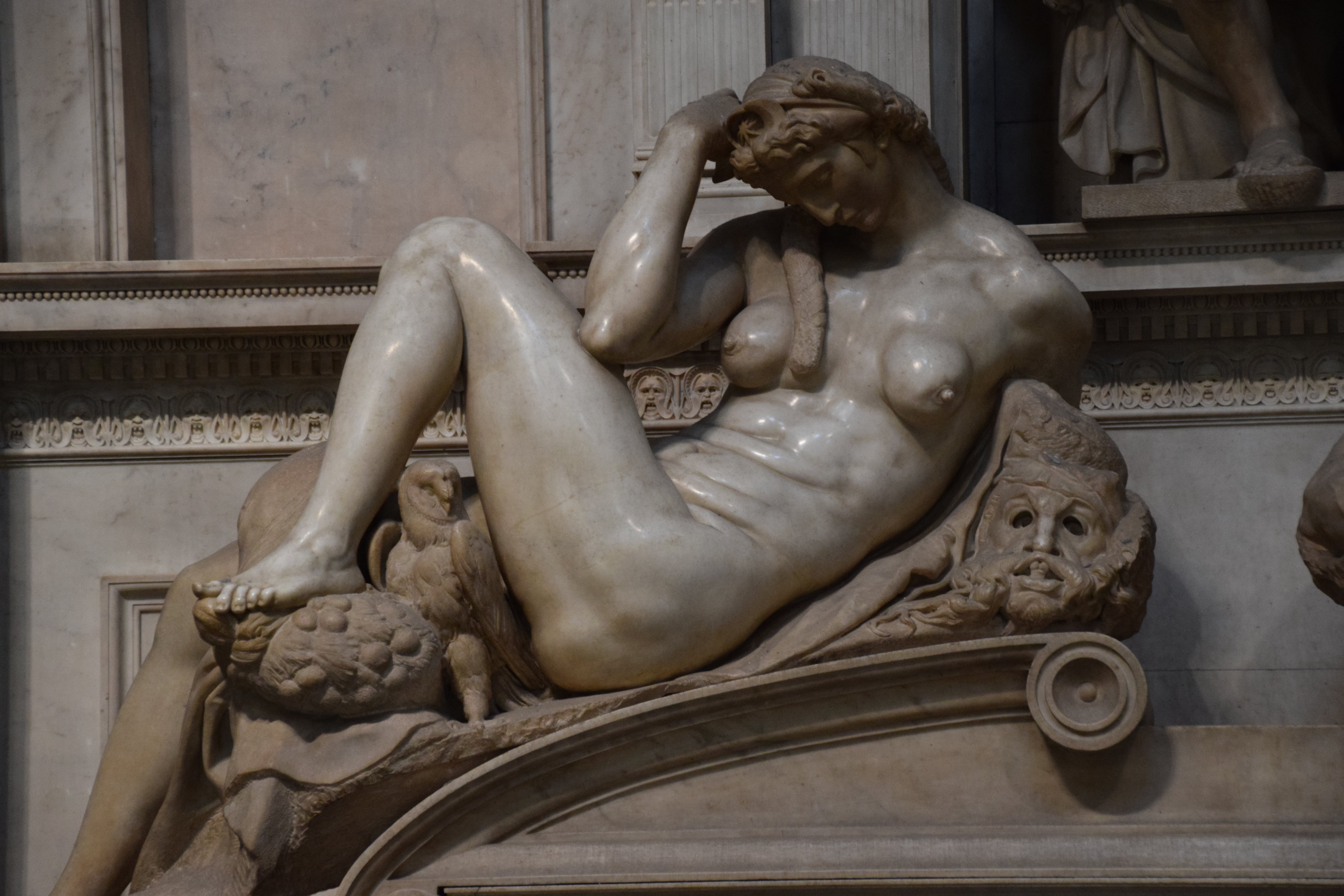
«Ніч»

## Виноски
1. ↑  Michelangelo Assoluto - Libro. Scripta Maneant (it-IT) . Процитовано 3 серпня 2022.
2. ↑  Articolo di Nove.firenze.it